# Hoelfjella
Die Hoelfjella ist ein Gebirge im ostantarktischen Königin-Maud-Land. Zu diesem Gebirge gehören die Payergruppe und die Weyprechtberge.
Erste Luftaufnahmen des Gebirges entstanden bei der Deutschen Antarktischen Expedition 1938/39 unter der Leitung des Polarforschers Alfred Ritscher. Norwegische Kartografen benannten es und kartierten es anhand von Luftaufnahmen und Vermessungen der Dritten Norwegischen Antarktisexpedition (1956–1960). Namensgeber ist der norwegische Geologe und Arktisforscher Adolf Hoel (1879–1964).